# アートホテル旭川
アートホテル旭川（アートホテルあさひかわ、Art Hotel Asahikawa）は、北海道旭川市にあるホテル。

## 沿革
- 1987年（昭和62年）‐ 東栄が「旭川パレスホテル」を開業[1]。
- 2003年（平成15年）- 東栄が民事再生法を申請し、投資ファンドのローンスターがホテルを取得[1]。
- 2004年（平成16年）- ソラーレ ホテルズ アンド リゾーツによる運営開始[2][3]。
- 2007年（平成19年）-「ロワジールホテル旭川」にリブランド[4]。
- 2012年（平成24年）- 北海道旅客鉄道（JR北海道）が土地建物を取得、同社子会社の旭川ターミナルビルがホテル運営会社のロワジールホテル旭川を子会社化[5]。
- 2015年（平成27年）
  - 4月8日 - JR北海道が「ロワジールホテル旭川」及び「クロフォード・イン大沼」の売却方針を発表[6]。
  - 7月17日 - JR北海道が「ロワジールホテル旭川」及び「クロフォード・イン大沼」の売却先を発表。ロワジールホテル旭川の売却先はフォートレス・インベストメント・グループLLC（投資会社）が組織する特別目的会社[7]。
  - 10月1日 - フォートレス・インベストメント・グループLLCが「ロワジールホテル旭川」を取得。ナクアホテル&リゾーツマネジメントによる運営となり「アートホテルズ旭川」と改称。
- 2016年（平成28年）‐ マイステイズ・ホテル・マネジメント（現：アイコニア・ホスピタリティ）がナクアホテル&リゾーツマネジメントをグループ会社化し[8]、運営を継承[9]。「アートホテル旭川」にリブランド[10]。
- 2019年（令和元年）7月1日 - インヴィンシブル投資法人が「アートホテル旭川」を取得[11]。

## 施設
客室
- スタンダードツインルーム (19 m²)
- スーペリアツインルーム (24 m²)
- エグゼクティブダブルルーム (32 m²)
- 和室 (40 m²)
- ジュニアスイートルーム (72 m²)
- デラックスツインルーム (32 m²)
- スタンダードキング (19 m²)

レストラン
- 北海道スカイテラス MINORI
- 北海道ブラッスリー リラ
- 和食処 嵐山

スパ・サウナ
- フィットネススパ「アルパ」
  - サウナ
  - ジャグジー
  - 低温バス
  - ラウンジ
  - 飲食サービスは廃止された

宴会・会議
- ザ・ウエストルーム (540 m²)
- ザ・イーストルーム (417 m²)
- アザレア (78 m²)
- ローアン (117 m²)
- パンジー (104 m²)
- ライラック (156 m²)
- コスモス (72 m²)
- ボールルーム (960 m²)
  - I (417 m²)
  - II (417 m²)
- ハマナス (122 m²)
- BIZルームI (132 m²)
- BIZルームII (130 m²)
- ボードルームI (43 m²)
- ボードルームII (37 m²)
- 大和・弥生 (101 m²)
- 平安・桃山 (93 m²)

## アクセス
国道40号沿い、旭川トーヨーホテル向かいに位置しており、旭川中央郵便局や七条緑道に隣接している。
- 旭川電気軌道「6条昭和通」バス停下車 徒歩1分
- 道北バス「7条昭和通」バス停下車
- 北海道旅客鉄道（JR北海道）旭川駅から車で約5分、徒歩約15分
- E5 道央道 旭川鷹栖ICから車で約15分
- 旭川空港から車で約30分